# Levera (PB-02)
Die Levera (PB-02) ist ein Patrouillenboot der Küstenwache von Grenada. Sie ist ein Boot der Dauntless-Klasse und wurde von SeaArk in Monticello, Arkansas, in den Vereinigten Staaten hergestellt und im September 1995 in Dienst gestellt. Sie ist ein Geschenk an Grenada im Zuge des foreign aid package.